# 大異教軍
大異教軍（だいいきょうぐん）、大異教徒軍（英語: Great Heathen Army、古英語: mycel hæþen here）、大軍勢（英語: Great Army）または大デンマーク軍（英語: Great Danish Army）とは、865年もしくは866年に、キリスト教徒のアングロ・サクソン人が治めるイングランドに侵攻したノース人（ヴァイキング）の軍勢のことである。イースト・アングリア王国、マーシア王国、ノーサンブリア王国を打倒し、ウェセックス王国を滅亡寸前まで追い込み、イングランドのほぼ全域を征服した。現代のデンマークに居住していた人々を中心に、スカンディナヴィア半島やフリースラント、西フランク王国などヨーロッパ各地にいたヴァイキングによる大連合軍であった。

## 概要
8世紀後半から、イングランド沿岸ではヴァイキングの名で知られるノース人海賊が、修道院などの富の集積地への襲撃を繰り返していた。そうした襲撃とは異なり、大異教軍は遥かに大規模で、イングランドの広範囲を征服することを目的としていた。
アングロサクソン年代記は大異教軍の動機について触れていない。それはおそらく、ヴァイキングの襲撃と略奪があまりにも日常茶飯事だったからである。『ラグナルの息子たちの物語』（Ragnarssona þáttr）では、大異教軍の侵攻は、スウェーデンとデンマークの支配者だった伝説的なヴァイキングであるラグナル・ロズブロークがイングランドで殺害されたことによる報復戦だったとしている。ヴァイキングのサガによると、ラグナルはノーサンブリア王エッラに捕らえられ、多数の蛇が入った穴に投げ込まれて処刑された。その知らせを聞いたラグナルの息子たちが、復讐のための遠征行を企てたのだという。しかし、これが史実であるという証拠はない。キャサリン・ホルマンは『Historical dictionary of the Vikings』（2003年）の中で「ラグナルの息子たちは歴史的人物であるが、ラグナル自身が実在したという証拠は存在しない。」と結論づけている。
「大異教軍」という名はアングロサクソン年代記の865年の項に由来する。指導者はラグナル・ロズブロークの息子たち、具体的にはヴィトセルク、骨無しのイーヴァル、ハールヴダン・ラグナルスソン、そしてウッバもしくは剛勇のビョルンだったとされる。14年にわたったイングランド侵攻は、その正確な兵力は分かっていないものの、少なくとも同様の侵略の中では最大規模だったと考えられている。
大異教軍は最初865年にイーストアングリアに上陸し、エドマンド王に和平の見返りとして軍馬を提供させた。彼らは865年の冬をセットフォードで過ごし、866年11月にヨールヴィークに向け北上した。現在のヨークにあたるヨールヴィークは、ローマ帝国が建設したエボラクムに起源をもち、アングロサクソン時代にはエオフォルウィクと訛って貿易港として栄えていた。
868年中に、大異教軍は一旦南下してマーシア王国の奥深くまで侵攻し、ノッティンガムで越冬した。マーシア人との協定により869年から870年の間にヨールヴィークに引き返した大異教軍は、さらにイーストアングリアまで戻って王を殺害し、セットフォードで越冬した。
871年、大異教軍はウェセックス王国に侵攻し、アルフレッド王から退去税を得た。872年にはロンドンへ侵攻し、873年にノーサンブリアに戻った。874年にはマーシアに再侵攻して征服し、レプトンで冬を越した。この時点で、未征服のまま生き残っているアングロサクソン勢力はウェセックスのみとなった。一時はアルフレッドを追い詰めたものの、エディントンの戦いで敗北を喫し、ウェセックス征服はならなかった。しかし和平協定で、ヴァイキングはイングランドの大部分の征服地に留まることが認められた。

## 背景

### ヴァイキングのイングランド攻撃
ヴァイキングのイングランド襲撃は8世紀後半から、主に修道院を標的として始まった。『アングロサクソン年代記』は、787年の項で最初のヴァイキングとの対決を以下のように記している。
| “ | 787年 - この年、バートリック王がオファ王の娘エアドブルガを妻とした。ノース人の3隻の船がHæretha-landから到来した。代官がその地に駆け付けたが、彼らが誰なのか分からなかったので、彼らを王の町に連れて行こうとした。そして彼らはそこで彼（代官）を殺した。これはイングランドの国々に現れた最初のデーン人だった。 | ” |

この事件は多くの歴史家から、最初のイングランドに対する襲撃とみなされている。エゼルウェルド版の『アングロサクソン年代記』は、代官は到来者たちに厳然とした態度で接したために殺されたのだと述べている。
793年1月8日、北東岸のリンディスファルネ（リンディスファーン島）の修道院がヴァイキングに襲撃された。『アングロサクソン年代記』はヴァイキングを「異教徒の男たち」と記している。修道院や教会は、小さくて高価な宝物を多く持っているためよく襲撃の対象となった。アングロサクソン年代記840年の項では、ウェセックス王エゼルウルフがチャーマウスに上陸した35隻のヴァイキング軍団に敗れたことが記録されている。『サンベルタン年代記』でも、同じ事件について以下のように述べている。
| “ | ノース人たちは、ブリテン諸島に対する大規模な攻撃を仕掛けてきた。3日に及ぶ戦闘の末、ノース人が勝者となり、各地で略奪や殺人の限りを尽くした。彼らは彼らの望む地で猛威を振るった。 | ” |

この挫折にもかかわらず、エゼルウルフはヴァイキングとの戦いである程度の成果を挙げた。彼は851年にオクレーでヴァイキングに大勝し、『アングロサクソン年代記』は、彼の治世中に何度も勝者たちの言葉を引用している。しかしエゼルウルフに敗れたヴァイキングは、ウェセックス攻略を諦め、イースト・アングリアに標的を変え、その後も860年代まで同様の攻撃を続けた。そして860年代の後半に差し掛かった時、彼らは方針を変え、大軍でのイングランド侵攻を始めたのである。このヴァイキングの侵略軍を、『アングロサクソン年代記』は大異教軍 (古英語: mycel hæþen here / mycel heathen here)と記録することになる。

### 大陸でのヴァイキングの動向
ヴァイキングの軍団は、フランスでの略奪でその規模を増していったと考えられる。カロリング帝国に侵攻した彼らは、皇帝ルートヴィヒ1世やその息子たちと戦闘を繰り広げた。またロタール1世は、逆にヴァイキング艦隊を味方につけて自らの戦争に利用した。この抗争が終わるころには、ヴァイキングは川を遡って修道院や町を襲撃すれば大きな旨味を得られることに気づいていた。845年、ヴァイキングはパリ攻撃を企て、その中止と引き換えに西フランク王シャルル2世から多額の賠償金を獲得した。それから数十年の間、ヴァイキングの船団は西フランクの川という川を我が物顔で遊弋し、各地を襲撃しては莫大な富を獲得していった。しかし862年、シャルル2世が川や都市の防備を固めたため、フランス内陸部での略奪は難しくなった。ヴァイキングは防衛の手が回っていない小河川を攻撃するようになったが、修道院などもより内陸へ移転するようになったため、ヴァイキングは西フランクでの活動を諦め、その矛先をイングランドに向けたのである。

## イングランド侵略
vikingr という語は海賊を意味し、ヴァイキングのheresという語はスカンディナヴィア人以外の戦士たちも含む言葉だったと考えられる。ヴァイキングの指導者たちは、時には互いの利益のために連合して行動し、それぞれの目的が果たされたのちには提携を解消するということをした。大異教軍は、アングロサクソン人の四つの王国を征服するために、フランスやフリースラントで活動していたヴァイキングたちが集結した大連合軍だった。戦士の出身国としては、デンマーク、ノルウェー、スウェーデン、アイルランドなどが挙げられ、さらには大陸で活動していたヴァイキングも加わっていた。これについてアングロサクソン人の歴史家エゼルウェルドは非常に具体的に記録しており、彼は「ヴァイキングの暴君ヒングウァール（骨無しイーヴァル）が北方からイングランドに上陸した」と述べている。伝説によれば、この軍団はラグナル・ロズブロークの3人の息子たち、すなわちハールヴダン・ラグナルスソン、骨無しのイーヴァル、ウッバによって率いられていた。サガでは、三兄弟によるこの遠征は865年に父ラグナルがノーサンブリア王エッラに殺害されたことに対する復讐が目的だったと歌われているが、これが史実かどうかは不明である。

### 大異教軍の進撃

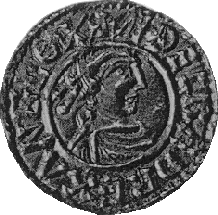
ウェセックス王エゼルレッド時代（865年-871年）の銀貨

865年末、ヴァイキングがイースト・アングリアに上陸した。ここに大異教軍のイングランド蹂躙が始まった。イースト・アングリア王は彼らに馬を差し出して和平を結んだ。ここで冬越しして準備を整えた大異教軍は866年末にノーサンブリアに侵攻し、11月1日にヨークを攻略した。867年ノーサンブリア人はヴァイキングに屈服してデーンゲルド（デーン税）を支払い、従来の王オズブリフトを追放して、王室の出でない傀儡王エッラの擁立を受け入れた。しかしエッラらはヴァイキングとの闘争継続を決め、3月にヨークの奪回を試みたが失敗し、2人の王（エッラと共同王オスバート）が戦死した。後継には再び傀儡としてエグバート1世が立てられた。ダラムのシメオンによれば、エグバート1世の支配圏はタイン川以北に限定され、それ以外はヴァイキングの支配下に置かれた。867年、大異教軍は南下してマーシアを攻撃し、ノッティンガムを占領した。マーシア王ブルグレッドとウェセックス王エゼルレッドは連合軍を結成してノッティンガムを包囲したが大規模な交戦には至らず、結局マーシアはヴァイキングと和平を結んだ。これは、大異教軍の侵攻中にアングロ・サクソン人の王国が2国以上連合して戦った最初で最後の戦闘であった。大異教軍は868年の秋にヨークへ戻って越冬し、この年の大部分をヨークに居座って過ごした。870年、マーシアを横断してイースト・アングリアに再南下し、セットフォードで越冬した。この時イースト・アングリア王エドマンドは屈服を良しとせず戦ったが敗れ、捕らえられて虐殺された。
870年、バイセジュ率いる「大夏軍」（Great Summer Army）がスカンディナヴィアから到来した。これにより勢力を回復した大異教軍はウェセックスに再侵攻してレディングに入り、この年から871年にかけてウェセックス王国と数々の戦闘を繰り広げた。870年12月31日のエングフィールドの戦いで大異教軍はバークシャー太守アゼルウルフを敗死させたが、翌871年1月8日のアッシュダウンの戦いでエゼルレッド王とアルフレッドの兄弟に敗れ、バイセジュは戦死した。しかしこの後ウェセックス軍とヴァイキング軍は一進一退の攻防を繰り返し、その半ばでエゼルレッド王が死去した。戦後、ウェセックス王を継いでいたアルフレッドは大異教軍と和を結んだ。871年末には大異教軍はマーシア領だったロンドンで越冬し、872年にノーサンブリアに戻った。これはノーサンブリアで傀儡王に対する反乱が発生したためとみられる。872年の暮れには、大異教軍はリンジー王国（現リンカンシャー）トークシーに滞留した。マーシア王ブルグレッドは再び金を払って和を請い、大異教軍はダービーシャーのレプトンで越冬した。
873年、ブルグレッドは大異教軍に追放され、ローマに亡命した。大異教軍は傀儡王チェオウルフ2世をマーシア王に即位させた。彼はアングロサクソン年代記では「王の愚かな近臣」と呼ばれている人物で、ヴァイキングに人質を出し、彼らが王国を取り上げようとする場合にはそれに応じることを誓約した。アルフレッド大王の伝記を書いたアッサーによれば、874年、ここで大異教軍は二手に分かれた。ハールヴダン・ラグナルスソン率いる一軍はノーサンブリアへと北上し、タイン川河畔で冬を越した。その後、この軍団はさらに北上してスコットランドに侵攻し、ピクト人やストラスクライド王国と交戦した。876年になるとハールヴダン・ラグナルスソンは南に引き返し、部下たちにノーサンブリアの土地を分け与えた。デーン人たちはここで耕作を始めて定着し、この地はデーンロウの一部となった。

### アルフレッド大王の勝利
アッサーによれば、マーシアで別れたもう一方の軍団を率いたのはグズルム、オスケテル、アンウェンドだった。この軍団も874年にレプトンを発ち、ケンブリッジに基地をつくって越冬した。875年の後半にはウェアラムへ移動し、この一帯を略奪したのち占領し、要塞を確保した。アッサーによれば、ここでアルフレッドはデーン人と和平を結び、彼らをウェセックスから退去させた。一旦はウェアラムを離れたものの、ヴァイキングは間もなく876年にウェセックスのエクセターに帰ってきた。しかし当初劣勢を強いられていたアルフレッドが持ち直し、878年にエサンドゥーンの戦いでヴァイキングに対し決定的勝利を挙げた。アッサーによれば、この戦いの後にウェドモーアの和議が結ばれ、かつて七王国を中心に諸国が分立していたイングランドはアングロサクソン人のウェセックス王国とヴァイキングの支配地域に2分割された。また、グズルムはキリスト教の洗礼を受けることに同意した。

## その後

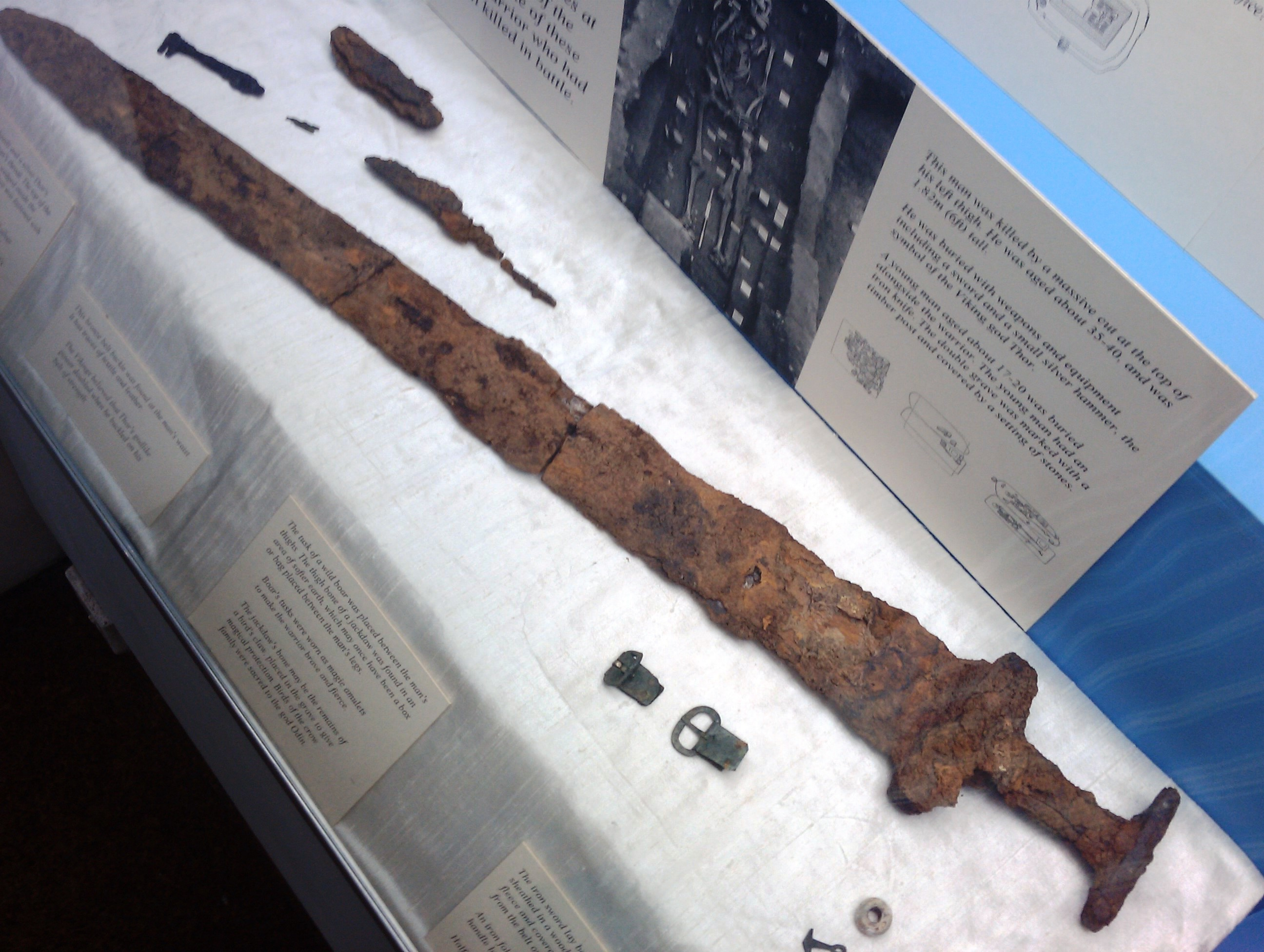
マーシア・レプトンでヴァイキングに副葬されていた剣（ダービー博物館蔵）

878年後半、グズルムの軍団はマーシアのサイレンセスターに撤退した。そしておそらく879年後半にイーストアングリアに移り、ここでグズルム（洗礼名アゼルスタン）は890年に死去するまで王位に就いた。
グズルムから離れた一部のデーン人はノーサンブリアやヨールヴィークに移り住んだ。また一部はマーシアに定住した可能性もある。現在レプトンとヘルスウッドにはそれぞれヴァイキング墓地が残っており、埋葬者は大異教軍の関係者だったと考えられている。
879年、大異教軍と大夏軍に続く第3のヴァイキング軍勢がテムズ川に集結した。しかし彼らはグズルムの敗北とアルフレッドの伸長を見て気勢がそがれたとみられ、大陸に関心を戻し始めた。西フランクでは877年にルイ2世がシャルル禿頭王を継いで即位したがわずか2年で死去し、後継をめぐる争いで王国が弱体化を重ねていたため、ヴァイキングは瞬く間に優位を取り戻せる状況にあったのである。テムズ川のヴァイキングは、この新たな標的に向けて、880年にイングランドを発った。
アルフレッドはヴァイキング戦役を教訓として、次々とウェセックス防衛のための改革を打ち出していった。彼は海軍を創設し、陸軍を再編成し、都市を要塞化してブルフ（burh）と呼んだ。アルフレッドは古代ローマ以来の都市を改造してブルフとしていった。またこれまでのイングランドでは緊急時に自由人が招集されて国を防衛する軍制が一般的だったが、これはヴァイキングの一撃離脱攻撃に到底対応できないことが分かったため、アルフレッドは一種の常備軍をブルフに置き、敵襲に対し迅速に対応できるようにした。農村の人々はほぼブルフの24キロメートル(15マイル)圏内に住むようになったため、国内のどこでも必要とされる時に軍が出動することができるようになった。ブルフや常備軍を維持するために、アルフレッドは税制改革を行い、またバーグル・ハイディジという文書で知られているような徴兵制も導入した。各ブルフ間には軍道（herepath）が整備され、柔軟に軍を移動させることができるようになった。歴史家の中には、この時さらに機動力を増してヴァイキングを撃退できるよう騎兵隊が創設されたとしている者もいる。バーグル・ハイディジによれば、2万7000人いたウェセックスの男性人口のうち5人に1人を動員することができた。ヴァイキングの基本戦略は、まず都市の中心となる要塞を占拠して物資を補給したのち、周辺地域を略奪するというものだったが、アルフレッドの改革は、884年以降のウェセックスにおいて、こうした攻撃の阻止に大きな成果を上げた。
未だノーサンブリアやイーストアングリアに撤退していなかった一部のヴァイキングも、896年までには要塞化されたアルフレッドの王国を攻撃するのを諦め、アングロサクソン年代記によれば、無一文のまま船に乗ってセーヌ川へ旅立っていった。イングランドにおけるヴァイキング勢力は北・東イングランドに残ったものの、アルフレッドはウェセックスにおけるアングロサクソン支配を確固たるものとした。

## 軍勢の規模

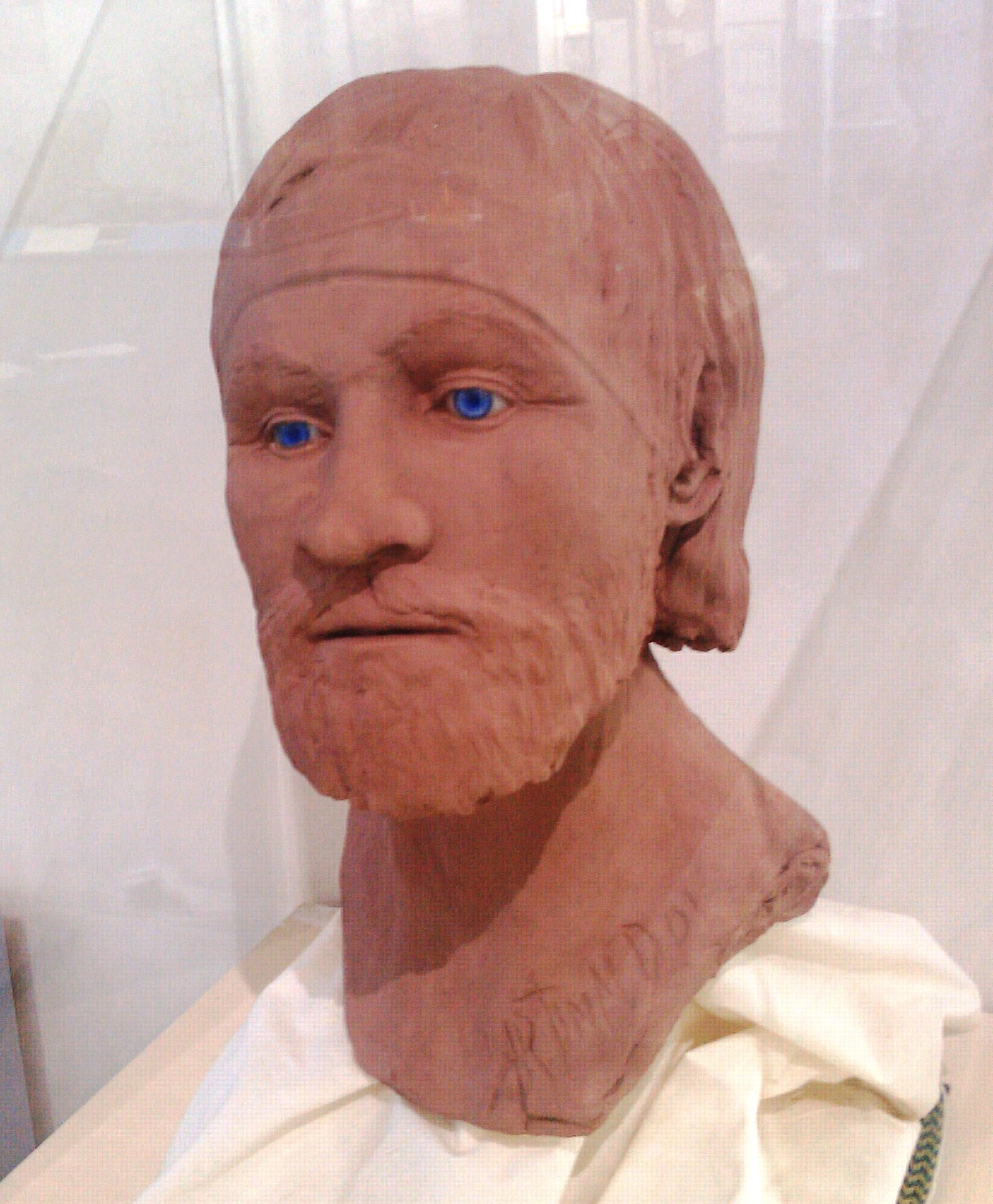
レプトンで発掘されたヴァイキングの再現像（ダービー博物館・美術館蔵）

大異教軍の規模については、歴史家によって意見が分かれている。

ピート・ソーヤーらは、伝統的に考えられているよりも実際の規模は小さかったと考えている。ソーヤーは、アングロサクソン年代記865年の項の「異教軍」（ヘーベン・ヘーレ　古英語: hæþen here)という記述に着目した。694年ごろのウェセックス王イネの成文法によれば、ヘーレ（here (/ˈheːre/)）という語は「35人以上の、侵略または略奪のための軍団」を意味している。アングロサクソン人の軍団に対してはフュルド（fyrd）という語が用いられるため、ヴァイキングについて意図的に「ヘーレ」として区別していることがわかる。アングロサクソン年代記の筆者は、ヴァイキング軍を基本的にヘーレと呼んでいる。歴史家リチャード・アーベルは、この差異はヴァイキングの戦士団と、イングランドの王冠領で編成される軍隊という制度上の違いを示していると述べているが、10世紀後半から11世紀後半には、「ヘーレ」は後者のような場合でも、ヴァイキングであるか否かにかかわらず用いられている。ソーヤーはアングロサクソン年代記に記されたヴァイキングの襲撃を調べ、1隻のロングシップに乗れる戦士は32人以下であることから、大異教軍の規模は1000人に満たないとした。
その他の学者たちは、ソーヤーより大異教軍の規模を大きく見積もっている。ローラント・マゼット・ハーホフは、セーヌ川流域へのヴァイキング襲撃は数千人規模であったことを指摘している。ただし、彼はそれだけの大規模なヴァイキング軍を維持できる基盤がいまだ不明であることを認めている。
ガイ・ハルソールは、1990年代に何人かの歴史家たちが大異教軍の規模を数千人と見積もっていたことを紹介したうえで、この試算にはまだ議論の余地があると述べている。

## 遺跡
レプトンのセント・ウィスタン教会のある場所には、9世紀にはアングロサクソン人の修道院や教会があった。1974年から1988年に行われた発掘調査で、教会東側の川沿いに「D」の形の高まった地形があったことが分かった。これは元々あった建物を切り崩して作られたヴァイキング式の墓地で、少なくとも249の遺体が教会の中心を向く形で等間隔に並べられていたとみられる。集団墓地の中央では大きな石棺が発見されたが、個々人の棺は残っていなかった。遺骨の調査により、遺体の少なくとも80パーセントが男性で、年齢は15歳から45歳の間だった。またこの男性骨格の調査により、埋葬者は明らかに地元の人々とは異なるスカンディナヴィア人的な特徴を持っており、また遺体の多くが暴力による傷を持っていた。これに対して、女性の遺体は地元民に近く、アングロサクソン系であったとみられている。この集団墓地は、873年から874年に大異教軍がレプトンを占領した際に疫病が発生し、死者が集団埋葬されたものと考えられている。墓地からは骨とともに、銀製のミョルニルなど様々なヴァイキング的な副葬品が見つかっている。
当初の放射性炭素年代測定では、遺体は数世紀にわたって次々と重なっていったものとされたが、2018年2月のブリストル大学による再調査の結果、全ての遺体が9世紀後半に埋葬されていたことが分かった。これはまさにヴァイキングがダービーシャーに駐留していた時期と重なる。この調査結果の相違は、ヴァイキングが主に食べていた魚介類が原因だとみられている。一般に地球の海洋の放射性炭素は地上で生産された物質に比べ古い傾向があり、そのため放射能が低減してしまっている場合があり、実際より古い年代も含んだ結果が出てしまったものと考えられる。この現象は海洋リザーバー効果と呼ばれている。
ヘルスウッド古墳付近では、土葬跡より多い60ほどの火葬跡が見つかっている。ブリテン諸島では火葬が行われた例が少ないため、大異教軍の構成者のものではないかと考えられている。